# De wisselwachter
De wisselwachter is een Nederlandse film uit 1986 van Jos Stelling. De film heeft als internationale titel The Pointsman en is gebaseerd op het boek De wisselwachter van Jean-Paul Franssens. De film werd vertoond op het Filmfestival van Venetië.

## Verhaal

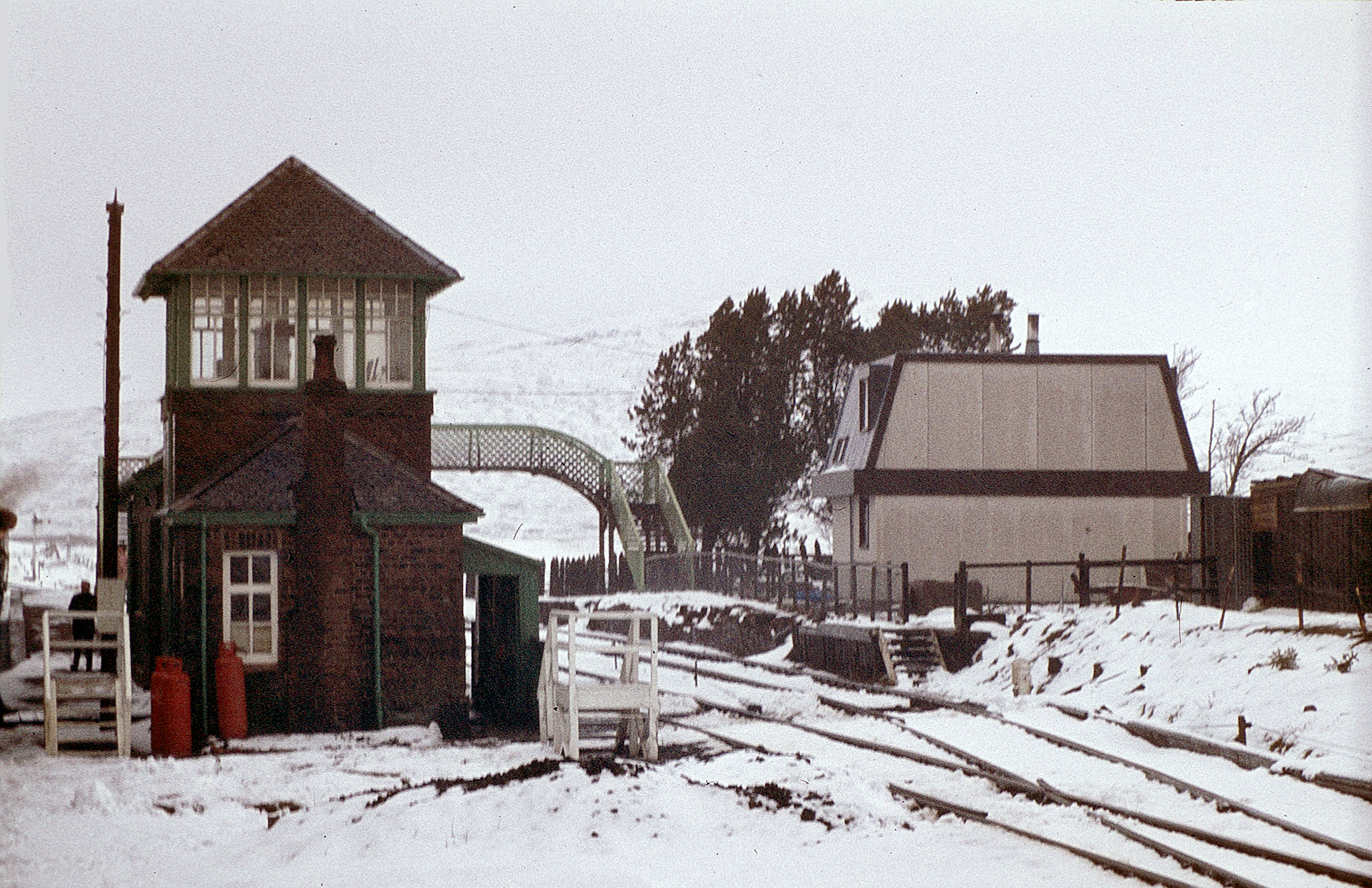
Station van Corrour in de winter van 1982

Bij een kruising van twee spoorlijnen staat een wisselwachterspost in een stil buitengebied. De wisselwachter zelf leidt een vreemd bestaan, waarbij contact met andere mensen weinig voorkomt. Op een dag stopt er een trein en stapt er een vrouw uit. Ze heeft zich vergist, want ze dacht dat de post een overstapplaats was. Wanneer ze vraagt wanneer de volgende trein komt, krijgt ze geen antwoord. Een kwartier wachten duurt drie maanden, en wanneer de winter voor de deur staat, besluit ze met de wisselwachter in de post te gaan wonen, met alle absurde situaties van dien.

## Rolverdeling
| Acteur             | Personage     |
| ------------------ | ------------- |
| Jim van der Woude  | wisselwachter |
| Stéphane Excoffier | vrouw         |
| Johnny Kraaijkamp  | machinist     |
| Josse De Pauw      | postbode      |
| Ton van Dort       | hulpmachinist |

## Opnamen
De buitenopnamen werden alle gemaakt op en bij station Corrour in de Schotse Hooglanden, de binnenopnamen werden gemaakt in een oude garage van houthandel Jongeneel aan de Zeedijk te Utrecht.